# Calopteryx cornelia
Calopteryx cornelia – gatunek ważki z rodziny świteziankowatych (Calopterygidae). Jest endemitem Japonii.